# Efraín Alegre
Pedro Efraín Alegre Sasiain, conegut simplement com a Efraín Alegre   (San Juan Bautista, 18 de gener de 1963), és un advocat i polític paraguaià. Ha estat diputat, senador i ministre d'Obres i Comunicacions Públiques de la República del Paraguai. És l'actual president del Partit Liberal Radical Autèntic.
Va estudiar Dret a la Universitat Catòlica Nostra Senyora de l'Assumpció. En acabat, va fer-hi un màster en Ciències Polítiques, que va complementar amb un postgrau en Dret Comunitari a la Universitat de Salamanca. Es va especialitzar formalment en Gestió Pública a la Universitat de Granada i en Alta Gerència a la Universitat Austral d'Argentina. Va ser professor de Dret Constitucional a diversos centres acadèmics abans de dedicar-se professionalment a la política.
La seva carrera va començar el 1983 dins del Partit Liberal Radical Autèntic. Es va activar el 1998, quan va ser elegit diputat nacional. Va arribar a presidir la cambra en els períodes 2000-2001 i 2002-2003. El 2018, com a candidat a la presidència del Paraguai, va obtenir el segon lloc per nombre de vots. Va repetir de posició a les eleccions generals del 2023, on va rebre el 27,49 % dels vots i va perdre enfront de Santiago Peña del Partido Colorado.
Independentment de la implicació en l'esfera política paraguaiana, el 2008 va publicar el llibre La tierra en Paraguay, 1947-2007: 60 años de entrega del patrimonio nacional, Stroessner y el Partido Colorado. A més a més, el 2019, com a president del Partit Liberal va coordinar la publicació del llibre 50 años del Tratado de Itaipú, que proposa una nova política energètica entorn de la presa hidroelèctrica d'Itaipú.
Practica el catolicisme i s'oposa tant a l'avortament induït com al matrimoni igualitari.
És fill de Carlos Alegre i Irma Sasiain, que afegits als seus onze germans constituïen una família nombrosa. Al seu torn, té quatre fills (Efraín, Nadia, Lucas i Eliane) amb la seva dona Mirian Graciela Irún Aquino.